# Findling östlich von Lindenberg

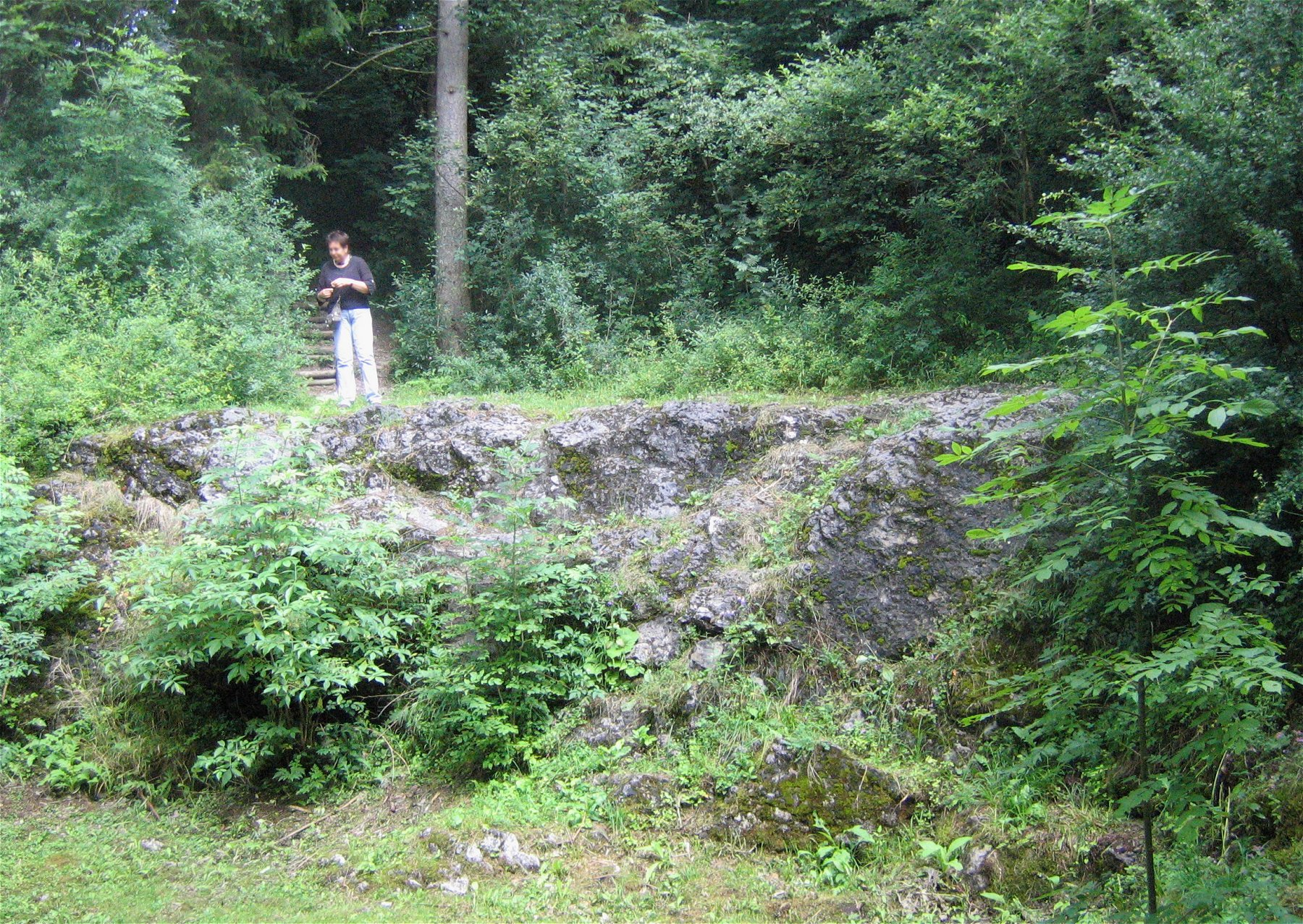
Der „Findling östlich von Lindenberg“: Überreste des ehemals größten Findlings im nördlichen Alpenvorland (Foto aus dem Jahr 2008)

Der Findling östlich von Lindenberg (auch: Findling bei Weiler) ist ein Findling im Gemeindegebiet der Stadt Lindenberg im Allgäu im schwäbischen Landkreis Lindau (Bodensee). Er ist mit einer Größe von ursprünglich drei- bis viertausend Kubikmetern der größte Findling, der bisher im nördlichen Alpenvorland gefunden wurde. 

## Beschreibung
Der Findling östlich von Lindenberg besteht aus hellgrauem, norischem Kalkstein, der von Calcitäderchen durchzogen ist.
Vermutlich stammt er aus dem Hauptdolomit-Gebiet der Bergkette Drei Schwestern bei Vaduz in Liechtenstein, wo er bei einem Bergsturz zusammen mit anderem Material auf den Rheingletscher gelangte und von der Rotach-Gletscherzunge in der Würm-Kaltzeit vor ca. 20.000 Jahren mehr als 60 km weit bis zu seinem jetzigen Standort transportiert wurde.
Es handelt sich um einen etwa 20 m langen, 8 m breiten und 4 m hohen erratischen Block, der aus zwei Teilstücken besteht.
Da es sich um das einzige Kalksteinvorkommen in der weiten Umgebung handelte, wurde der Findling in der Vergangenheit in Unkenntnis seiner geowissenschaftlichen Bedeutung noch bis etwa 1900 als Steinbruch genutzt. Das Material wurde vielseitig verwendet, beispielsweise als Baustein für die Eisenbahnbrücke bei Röthenbach (Allgäu), zum Kalkbrennen und zur Herstellung von Skulpturen oder Grabsteinen. Metertiefe Löcher im Gestein zeugen von der jahrhundertelangen Abbautätigkeit.

## Standort und Zugang
Der Standort des Findlings im Naturraum Westallgäuer Hügelland liegt auf einer Geländehöhe von 662 m ü. NHN wenige Kilometer östlich der Stadt Lindenberg, etwa 600 m südöstlich des Weilers Manzen in einer von Wiesen und Wäldern geprägten Umgebung etwas versteckt in einem kleinen Wäldchen. Von der B 308 aus ist er nur zu Fuß erreichbar. Der größte Teil der Strecke verläuft auf einem befestigten Feldweg von Manzen aus zunächst in südöstlicher Richtung, dann gelangt man über eine kleine Wiese direkt zum Rest des Findlings.

## Geotop
Der Findling wurde im Geotopkataster des Bayerischen Landesamtes für Umwelt als Geotop mit der Bezeichnung „Findling E von Lindenberg“ unter der Nr. 776R002 erfasst.

## Bedeutung
Aus geowissenschaftlicher Sicht wird der Findling der höchsten Kategorie „besonders wertvoll“ zugeordnet und gilt als ein besonderes wissenschaftliches Referenzobjekt. Da es in der betreffenden Region weniger als fünf vergleichbare Geotope gibt, wird dieser Findling außerdem als "selten" eingestuft.

## Schutzstatus
Der Findling steht seit 1991 durch die Verordnung des Landratsamtes Lindau (Bodensee) über das Naturdenkmal „Erratischer Block im Ellhofer Moos“ als Naturdenkmal unter Schutz.